# 饶和埔诏革命根据地
饶和埔（诏）革命根据地，又称饶和埔（诏）苏区，是1931年2月—1935年中国共产党在广东省饶平县、大埔县以及福建省平和县、诏安县4县交界区域建立的苏区，其政权先后称饶和埔县苏维埃政府和饶和埔诏县苏维埃政府。它是闽南革命根据地的3个组成部分之一。
1930年12月，饶平、平和、大埔3个县委合并为中共饶和埔县委，隶属闽粤赣边区特委。1931年2月，饶和埔县苏维埃政府在福建省诏安县秀篆乡石下村成立，隶属闽西苏维埃政府；同年4月，中共饶和埔县委改称中共饶和埔诏县委。1932年6月，成立饶和埔诏县苏维埃政府，余登仁（又名余登瀛、余丁仁）为主席，刘锡三、谢卓元、刘达三、陈达塘、游祥砍、李和尚等人为委员，下设秘书处和军事、粮食、土地3个委员会。1933年春，饶和埔诏革命根据地和潮澄澳革命根据地连成一片。中共饶和埔诏县委和饶和埔诏县苏维埃政府的活动一直坚持到1935年。